# Karra Elejalde
Carlos Elejalde Garai (Vitoria-Gasteiz, 10 oktober 1960) is een Spaans acteur.

## Filmografie (selectie)
| Jaar | Film                                         |
| ---- | -------------------------------------------- |
| 1992 | Vacas                                        |
| 1993 | Acción mutante                               |
| 1993 | La ardilla roja                              |
| 1993 | Kika                                         |
| 1994 | Días contados                                |
| 1996 | Tierra                                       |
| 2010 | Biutiful                                     |
| 2010 | También la lluvia                            |
| 2012 | Invasor                                      |
| 2014 | Ocho apellidos vascos                        |
| 2014 | Mortadelo y Filemón contra Jimmy el Cachondo |
| 2016 | 1898: Los últimos de Filipinas               |
| 2019 | Mientras dure la guerra                      |
| 2021 | Bajocero                                     |

- Biblioteca Nacional de España: XX890240
- Bibliothèque nationale de France: cb14174879s (data)
- Catàleg d'autoritats de noms i títols de Catalunya: 981058510261206706
- Gemeinsame Normdatei: 1015099440
- International Standard Name Identifier: 0000 0000 7828 0429
- Library of Congress Control Number: nr98037846
- Nationale Bibliotheek van Tsjechië: xx0157598
- Nationale bibliotheek van Australië: 40396180
- Nationale Bibliotheek van Israël: 987007454979505171
- Nationale Bibliotheek van Polen: a0000002082748
- Nederlandse Thesaurus van Auteursnamen: 145633497
- Système universitaire de documentation: 132298252
- Trove: 1446257
- Virtual International Authority File: 42050119
- WorldCat: E39PBJB8rYxpDpMjJd4HM94Xh3